# Kilszon

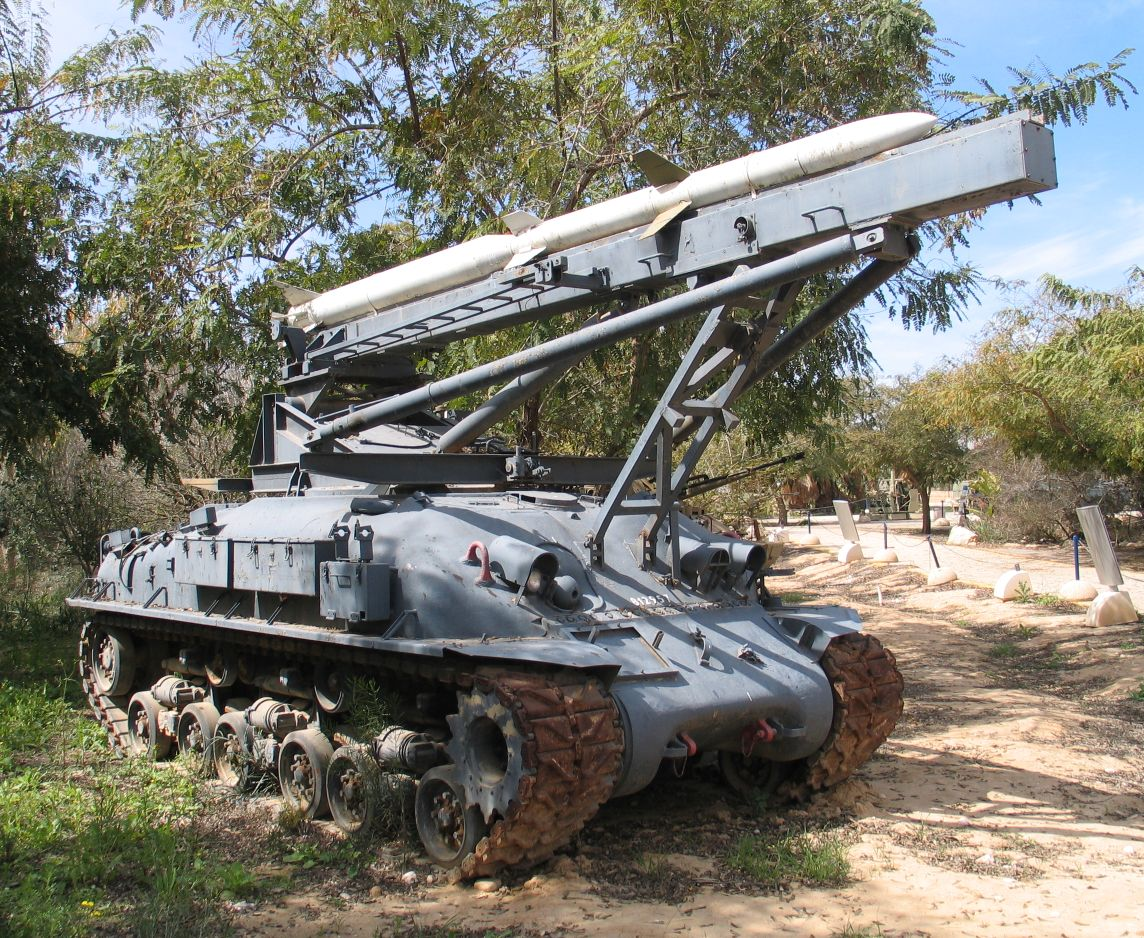
Kilszon z pociskiem AGM-45 Shrike.

Kilszon (hebr. קִלְשׁוֹן, dosł. trójząb) lub Kachlilit (hebr. כַּחְלִילִית) – izraelski system przeciwradarowy zaprojektowany przez Israel Aerospace Industries (IAI) we współpracy z Siłami Powietrznymi Izraela w drugiej połowie lat. 70. XX wieku. System składał się z podwozia czołgu M4A1 Sherman oraz wyrzutni pocisku AGM-45 Shrike.
Siły Obronne Izraela wykorzystały bojowo Kilszony tylko raz, podczas operacji „Arcaw 19” w czerwcu 1982 roku podczas wojny libańskiej, która miała na celu zniszczenie syryjskich radarów systemów rakiet ziemia-powietrze. System Kilszon został zastąpiony przez system Keres z pociskami AGM-78 Standard ARM.

## Historia
Po wojnie Jom Kipur (1973) w zakładach IAI testowano wyrzutnię pocisków przeciwradarowych Potifar. Na zdobycznych pojazdach półgąsienicowych montowano wyrzutnie pocisków AGM-45 Shrike. Jednak z racji na krótki zasięg (11 km) porzucono rozwój tej konstrukcji, poszukując lepszych rozwiązań .
Nowa konstrukcja składała się z podwozia czołgu M4A1 Sherman, z którego wymontowano wieżę. W jej miejsce zamontowano specjalną wyrzutnię na pocisk AGM-45 Shrike. Projekt zajął specjalnemu zespołowi IAI i Sił Powietrznych Izraela tydzień. Skuteczny zasięg został wydłużony do 60 km. Osiągnięto to dzięki połączeniu pocisku ze specjalną zasilającą jednostką pomocniczą. Rozwój naziemnych wyrzutni pocisków przeciwradarowych uzasadniano tym, iż samoloty są droższe i łatwiejsze do wykrycia niż rakiety. Ponadto Wojska Lądowe Izraela posiadały na stanie sprzęt, który wówczas nie nadawał się już do użytku na polu walki, ale można go było wykorzystać do stworzenia nowych konstrukcji.
W 1974 roku Dani’el Nerwer z IAI i Szabataj Duwdewani z Sił Powietrznych Izraela otrzymali Nagrodę Bezpieczeństwa Izraela za rozwój broni przeciwradarowej.
W 1977 roku zaadaptowano na potrzeby Sił Powietrznych Izraela nowe amerykańskie pociski AGM-78 Standard ARM w systemie Keres. Jedynym bojowym wykorzystaniem systemu Kilszon, wraz z systemem Keres, była operacja „Arcaw 19” w czerwcu 1982 roku podczas wojny libańskiej, której celem było zniszczenie radarów syryjskich systemów przeciwlotniczych. Według relacji z tamtego czasu operacja zakończyła się sukcesem.